# 拉吉德岛

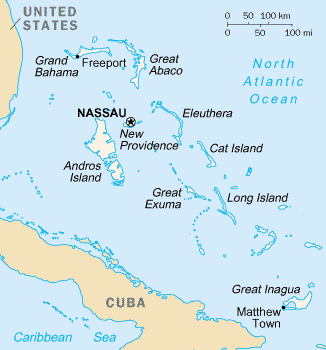

拉吉德島（Ragged Island）是一個小島，占地（10平方英里），地區位於南部巴哈馬。

## 運輸
- 機場-升級到鄧肯鎮機場的拉吉德島（資金由歐洲聯盟）的成本是65萬美元，由2006年開始。
- 碼頭／疏浚-挖掘和建設一個船塢中，估計成本約 350萬美元，由2006年開始。
- 港口坐标：22°27’0”N,75°37’0”W   海图号：409